# Dagoberto Campos Salas
Dagoberto Campos Salas (* 14. März 1966 in Puntarenas, Costa Rica) ist ein costa-ricanischer Geistlicher, römisch-katholischer Erzbischof und Diplomat des Heiligen Stuhls.

Wappen von Dagoberto Campos Salas.

## Leben
Dagoberto Campos Salas empfing am 22. Mai 1994 das Sakrament der Priesterweihe. Er wurde im Fach Kanonisches Recht promoviert. Am 1. Juli 1999 trat Campos Salas in den diplomatischen Dienst des Heiligen Stuhls ein und war anschließend in den Apostolischen Nuntiaturen im Sudan, in Chile, in Schweden, in der Türkei und in Mexiko tätig.
Am 28. Juli 2018 ernannte ihn Papst Franziskus zum Titularerzbischof von Forontoniana und bestellte ihn zum Apostolischen Nuntius in Liberia. Am 17. August 2018 wurde Dagoberto Campos Salas zudem zum Apostolischen Nuntius in Gambia bestellt. Kardinalstaatssekretär Pietro Parolin spendete ihm am 29. September desselben Jahres im Petersdom die Bischofsweihe. Am 17. November 2018 wurde Dagoberto Campos Salas zudem Apostolischer Nuntius in Sierra Leone.
Am 14. Mai 2022 ernannte ihn Papst Franziskus zum Apostolischen Nuntius in Panama.